# Molophilus (Molophilus) nubleanus
Molophilus (Molophilus) nubleanus is een tweevleugelige uit de familie steltmuggen (Limoniidae). De soort komt voor in het Neotropisch gebied.